# Joan Pera i Segura
Joan Pera i Segura   (Mataró, 27 de setembre de 1948) és un actor de cinema i teatre català. També treballa com a director i actor de doblatge, i és especialment conegut per posar-li veu a l'estatunidenc Woody Allen. Ha treballat tota la seva vida per a l'espectacle, gran part d'ella per al teatre, gairebé sempre dintre del gènere de la comèdia. Entre els seus èxits destaca el paper de nebot de Joan Capri a la sèrie d'humor Doctor Caparrós, medicina general, i la seva interpretació a la comèdia de Neil Simon L'estranya parella, amb l'actor andalús Paco Morán.

## Carrera
Va començar els estudis de dret i, llavors, els de magisteri, formació que va combinar amb la de l'Institut del Teatre. En sèries de televisió es va donar a conèixer al gran públic a Televisió Espanyola a Catalunya, amb el paper de nebot de Joan Capri a Doctor Caparrós, medicina general, de finals de la dècada del 1970, primera telecomèdia de l'Estat, gravada en directe i amb públic al plató. A continuació va venir Amor meu amb Carme Sansa, diverses etapes del programa El xou de la família Pera i una nova telecomèdia al costat de Mary Santpere anomenada Amor, salut i feina.
Per a Televisió de Catalunya ha presentat el programa inaugural de la cadena, el 10 de setembre de 1983, ha intervingut en la sèrie de tretze capítols d'Esteve Duran (creador també de Doctor Caparrós a TVE) Quart Segona, al costat d'Amparo Baró i a la temporada 2006-2007 ha protagonitzat Tretze anys i un dia al costat del seu fill Roger Pera.
Ha treballat a moltes produccions teatrals com Sí, primer ministre, Joan Pera Capri, Violines y Trompetas, Visca els nuvis, el monòleg Woody i jo, La doble vida d'en John, El Joc dels idiotes i No et vesteixis per sopar, entre d'altres. El 1994, Joan Pera va protagonitzar, juntament amb Paco Morán, L'estranya parella, de Neil Simon que, dirigida i adaptada per Àngel Alonso, es va convertir en un autèntic fenomen teatral, que va romandre en cartell més de cinc anys i que es va acomiadar de la cartellera amb una funció extraordinària al Palau Sant Jordi, de Barcelona. Aquella representació va suposar el rècord Guinness mundial del més gran nombre d'entrades venudes d'una funció teatral (14.797 espectadors). Després va obtenir un altre èxit professional, de nou al costat de Paco Morán i Àngel Alonso, amb el muntatge La jaula de las locas. Després de l'adaptació còmica de Don Juan Tenorio amb Lloll Bertran i L'avar de Molière, el 2018 va estrenar l'obra El fantasma de Canterville. El 2019 va formar part de l'espectacle Papà Mozart, juntament amb Roger Pera. A continuació, va seguir amb obres de teatre de comèdia com El pare de la núvia (2019), sota la direcció de Joel Joan; Alguns neixen estrellats (2021); Master Xof (2022) i Júnior (2023). El 2024 va protagonitzar l'obra Sogre de lloguer, dirigida per Daniel Anglès i Jaume Viñas.
És conegut també en la seva faceta d'actor de doblatge, en doblar al català i castellà a l'actor i director novaiorquès Woody Allen. Gràcies a la seva veu peculiar, ha donat una gran personalitat a les excentricitats d'Allen durant més de dues dècades, el qual li ha ofert un petit paper en la seva pel·lícula Vicky Cristina Barcelona, rodada l'estiu del 2007. A banda, ha doblat personatges de sèries com Hotel Fawlty, 'Allo 'Allo!, Superagent 86, N'hi ha que neixen estrellats, L'escurçó negre o Mr. Bean, on doblava Rowan Atkinson. També ha doblat habitualments els papers interpretats per Peter Sellers. Com a actor de doblatge, va començar fent papers infantils i el seu primer paper en una pel·lícula de TV3 va ser Alba zulú. També ha dirigit diversos doblatges, com els primers episodis en català d'Els Simpson o la pel·lícula Retorn al futur.
El 2015 li fou concedida la Creu de Sant Jordi «per ser considerat un dels més populars en el món de l'espectacle a Catalunya des d'un sentit de l'humor genuí». El 2018 va rebre el premi al millor actor dels Premis Dramàtics Internacionals de Seül per la pel·lícula Pau, la força d'un silenci. El 28 de gener de 2019 va rebre el Premi Gaudí d'Honor per la seva trajectòria professional com a actor de cinema i com a director i actor de doblatge.

## Filmografia principal d'actor

### Cinema
- 1982: La revolta dels ocells, de Lluís Josep Comeron
- 1983: Un geni amb l'aigua al coll, de Lluís Josep Comeron
- 2008: Vicky Cristina Barcelona, de Woody Allen
- 2008: Forasters, de Ventura Pons
- 2009: Xtrems, d'Abel Folk i Joan Riedweg
- 2011: Terra baixa, d'Isidre Ortiz
- 2017: Pau, la força d'un silenci, de Manuel Huerga[18]
- 2018: Yucatán, de Daniel Monzón
- 2021: El metralla, de Jordi Roigé[19]

### Televisió
- 1979: Doctor Caparrós, medicina general, sèrie d'humor de RTVE Catalunya.
- 1981: Amor meu, sèrie d'humor de RTVE Catalunya.
- 1983: El "xou" de la família Pera, programa d'humor de RTVE Catalunya.
- 1985: Pret a Porter. sèrie d'humor de RTVE Catalunya.
- 1987: Amor, salut i feina, sèrie d'humor de RTVE Catalunya.
- 2006-2007: El cor de la ciutat, sèrie dramàtica de TVC.
- 2010-2011: 13 anys i un dia, sèrie d'humor de TVC.
- 2011: Cheers
- 2012: El retaule del flautista

### Veu de Rowan Atkisnon
- L'escurçó negre
- Mr. Bean
- La maledicció de les bruixes
- Quatre bodes i un funeral
- Bean (pel·lícula)
- Rates a correcuita
- Johnny English
- Love Actually
- Secrets de família
- Les vacances de Mr Bean
- Johnny English Reborn
- Johnny English de nou en acció
- Wonka